# Jay Vine
Jay Vine (Townsville, Queensland, 16 de noviembre de 1995) es un ciclista australiano que compite con el equipo UAE Team Emirates XRG.

## Biografía

### Inicios
Nacido en Townsville, comienza su carrera en bicicleta de montaña. Debutó en carretera en agosto de 2017, durante la Vuelta del Valle del Rey.
En 2018, terminó quinto en la general en la Vuelta del Valle del Rey, un evento del calendario australiano.

### Carrera profesional
En 2019, se unió al Nero Bianchi, un equipo australiano. Luego se dedicó totalmente a la carretera. Participó en la Gravel and Tar, carrera de la UCI donde terminó undécimo. En el proceso, participó en el New Zealand Cycle Classic, también una carrera UCI, donde se ubicó tercero en la clasificación general. En particular, terminó segundo en la cuarta etapa. Probó suerte a 40 kilómetros de la meta, acompañado del líder de la clasificación general Aaron Gate. En el último kilómetro, Jesse Featonby logró unirse a ellos antes de ganar la etapa. Terminó séptimo en el campeonato de ruta de Oceanía. En el calendario australiano, ganó el Baw Baw Classic, la clasificación general y una etapa del Tour of the Tropics y terminó tercero en el Tour of Tweed.
En 2020, durante el Herald Sun Tour, finalizó quinto en la clasificación general. En el calendario australiano, ganó dos etapas del Tour de Tweed que terminó en segundo lugar en la clasificación general. Se suponía que se incorporaría al equipo ARA Pro Racing Sunshine Coast para el año 2021. Pero ganó la Academia Zwift que le permitió obtener un contrato profesional en el equipo continental profesional Alpecin-Fenix.
Arrancó con sus nuevos colores en la Tour de Turquía donde despuntó en la cuarta etapa, la etapa reina con un segundo puesto, en solitario por detrás de José Manuel Díaz Gallego. Ocupó el segundo puesto de la clasificación general final, también precedido por el ciclista español.
Cayó en el último descenso antes del ascenso final de la segunda etapa de la Vuelta a Andalucía. Pasó la noche en el hospital y no partió al día siguiente. Reanudó la competición en agosto donde terminó quinto en la última etapa del Tour de Burgos, cuando volvió a llegar a lo más alto. 
Fue seleccionado por su equipo para tomar la salida de la Vuelta a España, su primera carrera del World Tour y su primera gran vuelta. El 27 de agosto de 2021 su equipo anunció la extensión de su contrato para las temporadas 2022 y 2023. Al día siguiente, a pesar de una caída durante la decimocuarta etapa, ocupó el 3.er lugar.

## Palmarés

### Ruta
2022
- 2 etapas de la Vuelta a España

2023
- Campeonato de Australia Contrarreloj
- Tour Down Under
- 1 etapa del Tour de Turquía

2024
- 1 etapa de la Vuelta a Burgos
- Clasificación de la montaña de la Vuelta a España

2025
- 2.º en el Campeonato de Australia Contrarreloj
- 2 etapas de la Settimana Coppi e Bartali
- 1 etapa del Tour de Romandía

### E-Sports
2022
- Campeonato Mundial E-Sports

## Resultados

### Grandes Vueltas
| Carrera | Carrera         | 2020 | 2021 | 2022 | 2023 | 2024 | 2025 |
| ------- | --------------- | ---- | ---- | ---- | ---- | ---- | ---- |
|         | Giro de Italia  | —    | —    | —    | 34.º | —    | Ab.  |
|         | Tour de Francia | —    | —    | —    | —    | —    | —    |
|         | Vuelta a España | —    | 73.º | Ab.  | Ab.  | 57.º | —    |

### Vueltas menores
| Carrera | Carrera              | 2020 | 2021 | 2022 | 2023 | 2024 | 2025 |
| ------- | -------------------- | ---- | ---- | ---- | ---- | ---- | ---- |
|         | Tour Down Under      | —    | —    | —    | 1.º  | —    | 11.º |
|         | París-Niza           | —    | —    | Ab.  | —    | Ab.  | —    |
|         | Volta a Cataluña     | X    | —    | —    | —    | Ab.  | —    |
|         | Vuelta al País Vasco | X    | —    | —    | —    | Ab.  | —    |
|         | Tour de Romandía     | X    | —    | —    | —    | —    | 3.º  |
|         | Vuelta a Suiza       | X    | —    | Ab.  | Ab.  | —    | —    |

### Clásicas y Campeonatos
| Carrera                | Carrera                | 2020 | 2021 | 2022 | 2023 | 2024 | 2025 |
| ---------------------- | ---------------------- | ---- | ---- | ---- | ---- | ---- | ---- |
|                        | Lieja-Bastoña-Lieja    | —    | —    | 84.º | —    | —    | —    |
| Clásica San Sebastián  | Clásica San Sebastián  | X    | —    | —    | —    | —    | Ab.  |
|                        | Giro de Lombardía      | —    | —    | 64.º | —    | —    |      |
| Mundial en Ruta        | Mundial en Ruta        | —    | —    | —    | —    | Ab.  |      |
| Mundial Contrarreloj   | Mundial Contrarreloj   | —    | —    | —    | 28.º | 5.º  |      |
| Australia en Ruta      | Australia en Ruta      | 31.º | —    | —    | Ab.  | —    | 6.º  |
| Australia Contrarreloj | Australia Contrarreloj | —    | —    | —    | 1.º  | —    | 2.º  |

—: no participa

Ab.: abandono

## Equipos
- Nero Continental (2020)
- Alpecin (2021-2022)
  - Alpecin-Fenix (2021-2022)[15]
  - Alpecin-Deceuninck (2022)[16]
- UAE Team Emirates (2023-)
  - UAE Team Emirates (2023-2024)
  - UAE Team Emirates XRG (2025-)